# Física Reversa
Física Reversa é uma metodologia ou abordagem dos fundamentos da física que parte das leis físicas e visa “voltar” a um número mínimo adequado de suposições físicas. O objetivo da Física Reversa é mapear completamente as relações conceituais e dependências entre diferentes teorias, diferentes aspectos das teorias e ajudar a promover o raciocínio físico de nível superior.